# Скарбішовиці
Скарбішовиці (пол. Skarbiszowice, нім. Seifersdorf) — село в Польщі, у гміні Туловиці Опольського повіту Опольського воєводства.
Населення — 206 осіб (2011).

## Демографія
Демографічна структура станом на 31 березня 2011 року:
|          | Загалом | Допрацездатний вік | Працездатний вік | Постпрацездатний вік |
| -------- | ------- | ------------------ | ---------------- | -------------------- |
| Чоловіки | 96      | 10                 | 73               | 13                   |
| Жінки    | 110     | 16                 | 63               | 31                   |
| Разом    | 206     | 26                 | 136              | 44                   |